# William Asbury
William Asbury, CMG (* 1889; † 19. Mai 1961 in Camberley) war ein britischer Politiker der Labour Party. Als Regional Commissioner bzw. Land Commissioner hatte er großen Einfluss auf den Prozess der Staatsgründung Nordrhein-Westfalens (1946), die Eingliederung des Landes Lippe (1947) sowie die Entwicklung von Versorgung, Wirtschaft, Presse, Parteien, Legislative, Verwaltung und Regierungsarbeit in Nordrhein-Westfalen (1946–1948) und Schleswig-Holstein (1948–1950).

## Leben
William Asbury wurde als Sohn von William Asbury aus Edingale (Staffordshire) geboren. Seine Schulausbildung erhielt er in Wakefield. 1917 heiratete er Mary Bryce, die Tochter von James Wright aus Sheffield, die einen Sohn und eine Tochter gebar. Asbury kollabierte und starb 71-jährig, nachdem er den Rasen seines Wohnhauses 195 Frimley Road in Camberley (Surrey) gemäht hatte.
Folgende Stationen markieren seine öffentliche Karriere:
- 1924–1942: Mitglied des City Council von Sheffield (1926–1942: Deputy Leader of the City Council), zeitweise Vorsitzender des Gesundheits- und des Sozialhilfeausschusses, zuletzt Vorsitzender des Air Raid Precautions Sub-committee („Emergency Committee“)
- 1930–1932: Mitglied der Royal Commission on Unemployment Insurance
- September 1942 bis 1945: Deputy Regional Commissioner for Civil Defense, Southern Region, Reading
- 1945: Mitglied des Assistance Board
- ab 1. Mai 1946: Regional Commissioner (Zivilgouverneur der britischen Besatzungsmacht[1] für die Provinz Nordrhein, Düsseldorf, britische Besatzungszone in Nordwestdeutschland, in dieser Funktion Nachfolger von Brigadier John Ashworth Barraclough, der Militärgouverneur für die Provinz Nordrhein wurde[2]
- August 1946 bis 1948: Land Commissioner für das Land Nordrhein-Westfalen, Düsseldorf
- 1948–1950: Land Commissioner für das Land Schleswig-Holstein, Kiel und Altenhof (bei Eckernförde)
- 1950–1961: Mitglied des National Assistance Board, ab 1954 dessen deputy chairman und Zusammenarbeit mit Geoffrey Hutchinson
- 1951: Verleihung der Auszeichnung Commander of the Order of St. Michael and St. George durch Georg VI.
- 1953–1961: Vorsitzender des Camberley Working Men’s Club

### Standpunkt zu Massenimpfungen
Als sich in den Jahren 1926/1927 in Sheffield eine Pocken-Epidemie mit 800 Fällen, darunter ein Todesopfer, ereignete und das städtische Gesundheitsamt unter Frederick Wynne eine Kampagne für Massenimpfungen eingeleitet hatte, vertrat Asbury öffentlich den Standpunkt, dass dem Wohnungsbau und einer Verbesserung der Lebensverhältnisse Vorrang vor forcierten Maßnahmen zur Impfung gebührten.

### Wirken in Nachkriegsdeutschland
Im Mai 1946 nahm Asbury als Regional Commissioner für die North Rhine Province Region (Zivilgouverneur für die Provinz Nordrhein) im Stahlhof zu Düsseldorf seine Arbeit auf. Dort übernahm er vom Regional Commander (Militärgouverneur) John Ashworth Barraclough (1894–1981) die Verantwortung für den Aufbau einer deutschen Zivilverwaltung im britischen Teil der durch die Berliner Erklärung im Juni 1945 geteilten Rheinprovinz. Bei dieser Aufgabe unterstand er den Weisungen der Control Commission for Germany/British Element (→ Deutschland 1945–1949). Eine weitere wichtige Quelle von Direktiven war eine speziell für das besetzte Deutschland gebildete Organisationseinheit im britischen Außenministerium, die ab 1947 von Frank Pakenham geleitet wurde. Bis April 1947 war John Burns Hynd, der Minister für deutsche und österreichische Angelegenheiten, für Asbury dieser Bezugspunkt gewesen. Um die Interessen der Bevölkerung der Besatzungszone zu hören, hatte die britische Besatzungszone einen monatlich tagenden Zonenbeirat gebildet. Dessen Beratungen beeinflussten die Arbeit Asburys ebenso wie die Auffassungen der noch bestehenden preußischen Provinzialverwaltungen von Nordrhein (bis 1945 Rheinprovinz) und Westfalen, die unter der Leitung der Oberpräsidenten Robert Lehr und Rudolf Amelunxen standen.    
Die britische Politik bestand in dieser Zeit darin, Länder zu gründen, so auch das Land Nordrhein-Westfalen (→ Gründung Nordrhein-Westfalen), um auf dieser politischen Grundlage das öffentliche Leben im britisch kontrollierten Teil Nachkriegsdeutschlands nach britischen Vorstellungen neu aufzubauen und zu ordnen. In diesem Rahmen und auf der Grundlage von Besatzungsrecht übte Asbury wichtige Exekutiv- und Kontrollfunktionen aus und wirkte an grundlegenden Beratungen und Entscheidungen mit. Etwa suchte er in Begleitung von Henry Vaughan Berry am 24. Juli 1946 Rudolf Amelunxen auf, den Oberpräsidenten der Provinz Westfalen in Münster, um ihm die Ernennung zum ersten Ministerpräsidenten des Landes Nordrhein-Westfalen anzubieten, nachdem sich ein Gremium der britischen Besatzungsmacht in einer Sitzung im Stahlhof am 22. Juli 1946 unter Leitung von Noel Annan auf diesen Kandidaten geeinigt hatte. Unter Asburys Aufsicht nahmen Amelunxens erstes Kabinett am 30. August 1946 und der Ernannte Landtag Nordrhein-Westfalen am 2. Oktober 1946 ihre Arbeit auf. In einem Memorandum vom 1. August 1946 hatte Asbury zuvor klargestellt, dass die Landesregierung nur diejenigen Vollmachten hat, die ihr durch ihn übertragen werden. Die letzte Entscheidung über die personelle und politische Zusammensetzung des Kabinetts, das auf seine Weisung hin ab dem 5. Dezember 1946 eine Allparteienregierung darstellte (Kabinett Amelunxen II), behielt er sich außerdem vor. Ende 1946 wirkte Asbury auf Instruktion von Brian Robertson darauf hin, dass Karl Arnold als Befürworter der Sozialisierung von Schlüsselindustrien stellvertretender Ministerpräsident im Kabinett Amelunxen II wurde, um Konrad Adenauers CDU-Wirtschaftspolitik (→ Soziale Marktwirtschaft), die von dem britischen Labour-Politiker und Außenminister Ernest Bevin kritisch beurteilt wurde, ein innerparteiliches Gegengewicht zu geben. In Asburys Verantwortung fielen auch verschiedene Schritte der britischen Besatzungsmacht zur Eingliederung des Landes Lippe nach Nordrhein-Westfalen sowie zur Vorbereitung und Durchsetzung von Demontagen. Am 16. Oktober 1947 überreichte Asbury dem im Juni 1947 zum Ministerpräsidenten gewählten Karl Arnold den „Revidierten Industrie- und Reparationsplan“, der 682 Betriebe in der Bizone, davon 262 in Nordrhein-Westfalen, auf einer Demontageliste aufführte. Im Januar 1948 wurde Asbury nach Schleswig-Holstein versetzt, wo er als Nachfolger von Hugh Vivian Champion de Crespigny, über dessen Lebensführung es Klagen gegeben hatte, bis zum Sommer 1950 eine gleiche Funktion ausübte. Seine dortige Residenz war Gut Altenhof.